# Sergej Mudrov
Sergej Mudrov (rusky Сергей Мудров; * 8. září 1990) je ruský atlet, jehož specializací je skok do výšky.

## Kariéra
První mezinárodní úspěchy zaznamenal v roce 2007, kdy získal stříbrnou medaili na mistrovství světa do 17 let v Ostravě a zlato na evropském olympijském festivalu mládeže v Bělehradu. O rok později skončil na juniorském mistrovství světa v Bydhošti na 4. místě. V roce 2009 se stal juniorským mistrem Evropy.
V roce 2011 se probojoval z ruského šampionátu na halové ME do Paříže, kde však neprošel kvalifikací. V témže roce vybojoval výkonem 230 centimetrů stříbrnou medaili na evropském šampionátu do 23 let v Ostravě, kde prohrál jen s Ukrajincem Bohdanem Bondarenkem.